# 1196 (szám)
Az 1196 (római számmal: MCXCVI) az 1195 és 1197 között található természetes szám.

## A szám a matematikában
A tízes számrendszerbeli 1196-os a kettes számrendszerben 10010101100, a nyolcas számrendszerben 2254, a tizenhatos számrendszerben 4AC alakban írható fel.
Az 1196 páros szám, összetett szám. Kanonikus alakja 22 · 131 · 231, normálalakban az 1,196 · 103 szorzattal írható fel. Tizenkét osztója van a természetes számok halmazán, ezek növekvő sorrendben: 1, 2, 4, 13, 23, 26, 46, 52, 92, 299, 598 és 1196.
Az 1196 két szám valódiosztó-összegeként áll elő, ezek a 876 és a 2386.

## Csillagászat
- 1196 Sheba kisbolygó